# Gergő Szabó
Gergely Szabó (* 30. března 1981) je bývalý maďarský zápasník–volnostylař.

## Sportovní kariéra
Zápasení se věnoval od 7 let v Budapešti v klubu Vasas SC. Pod vedením László Dvoráka se specializoval na volný styl. V maďarské mužské reprezentaci se pohyboval od roku 2002 ve váze do 66 kg. V roce 2003 se devátým místem na mistrovství světa v New Yorku kvalifikoval na olympijské hry v Athénách. V olympijském roce 2004 však místo přípravy musel před disciplinární komisi vysvětlovat své účinkování ve filmech pro dospělé s tematikou gay pod pseudonymem Sergio Foster. Na červencový nominační turnaj v Polsku – Memorial Wacława Ziółkowského neodjel z důvodu bolesti v oblasti krční páteře. Nominaci místo něho získal mladý Gábor Hatos. V reprezentaci se ukázal naposledy v roce 2006 ve váze do 74 kg.

## Výsledky
| Turnaj             | 1999 | 2000 | 2001 | 2002 | 2003 | 2004 | 2005 |
| Turnaj             | 18   | 19   | 20   | 21   | 22   | 23   | 24   |
| Turnaj             | -63  | -63  | -63  | -66  | -66  | -66  | -60  |
| ------------------ | ---- | ---- | ---- | ---- | ---- | ---- | ---- |
| Olympijské hry     |      | —    |      |      |      | —    |      |
| Mistrovství světa  | —    |      | —    | —    | úč.  |      | —    |
| Mistrovství Evropy | —    | —    | —    | —    | 5.   | úč.  | 5.   |
| MS juniorů         | —    | úč.  | úč.  |      |      |      |      |
| ME juniorů         | 7.   | úč.  |      |      |      |      |      |